# Лойк Володимир Іванович
Володимир Іванович Лойк (* нар. 4 березня 1942, Дніпропетровськ - 27 травня 2014, там же)  — український письменник, краєзнавець, фізик.

## Життєпис

### Родина
Народився в родині козаків Лойка Івана Лукича (1893–1962) та Марії Микитівни, до шлюбу Василенко (1915–1948). Як свідчить Володимир Іванович:
- Наш рід старовинний, козацький. Прізвище «Лойк» походить від «лій» (свічкова маса), з деякими видозмінами згадується у Гадяцькій та Кременчуцькій сотнях Полтавського полку. Під Бродщиною існувало навіть ціле поселення «Лойківщина», що складалося із десятка козацьких хуторів, знищене за часів колективізації.
| Наш рід старовинний, козацький. Прізвище «Лойк» походить від «лій» (свічкова маса), з деякими видозмінами згадується у Гадяцькій та Кременчуцькій сотнях Полтавського полку. Під Бродщиною існувало навіть ціле поселення «Лойківщина», що складалося із десятка козацьких хуторів, знищене за часів колективізації. |
До 1932 року родина мешкала в Бродщині (нині  у Кобеляцькій громаді Полтавського району Полтавської області), звідки мігрувала рятуючись від військової операції комуністів проти українців — голодомору.
Двоюрідний брат Василь Лойк, льотчик, який, згідно похоронки, загинув у повітряному бою у 1944 р. у боях за Ленінград, був представлений посмертно до звання Героя радянського союзу. Проте за невідомих причин  звання це так і не отримав. У 2009 ризькими шукачами його останки з літаком були виявлені і звільнені з трясовини під Ригою і поховані в братській могилі на військовому цвинтарі в Ропажі. Володимир Іванович разом з земляками намагався перевезти до Царичанки (рідне селище Василя Лойка) гвинт його літака ЛА-5.  

### Освіта
Після семи класів В. Лойк ста навчатися у Дніпропетровському залізничному технікумі. Спробував вступити до Літературного інституту ім. Горького , та невдало. Того ж року вступає на фізичний факультет  Дніпропетровського державного університету. По закінченню захистив кандидатську дисертацію в НАН України.

### Творчість

Презентація В. І. Лойка в літературному музеї у м. Дніпрі

Презентація книги В. Лойка на кафедрі української літератури Дніпропетровського університету

Перше оповідання написав ще в часи навчання у технікумі для стінної колгоспної газети. До колгоспу  студентів примусово, регулярно відправляли на збирання врожаю. Епіграфом до оповідання стали слова М. Коцюбинського: «…брудною, розгрузлою дорогою йдуть заробітчани… чорні, похилені, мокрі, нещасні…». Твір не був оприлюднений. Більш того, начальство угледіло певну крамолу на державний устрій, і юний автор отримав сувору догану. Однак цей невдалий досвід надихнув Володимира на подальшу творчу роботу. Відтоді не припиняв писати.
Друкувався у журналах Вітчизна, «Січеслав», в обласній і районній пресі.
Історичні, краєзнавчі, архівні дослідження публікував у наукових збірниках Дніпропетровського і Полтавського держархівів, у збірнику наукових праць Дніпропетровського університету.
Книжки:
- «І поліг наш народ, наче скошене жито…» (Голодомор 1932–1933 років на Дніпропетровщині), співавтор. Дніпропетровськ., 2008, Арт-прес.

- «Шаманський дирижабль». Книга прози. Дніпропетровськ, "Ліра", 2009,  735 с. з власними ілюстраціями.

Перед смертю працював над черговою книжкою прози і збіркою віршів.